# 육방
육방(六房)은 조선시대 지방행정조직으로 중앙에 이호예병형공의 육조가 있는 것과 마찬가지로 육방이 있었다.  이방, 호방, 예방, 병방, 형방, 공방을 이른다. 지방에 있었던 향청과 대립의 관계에 있었으나 임진왜란 이후 향촌 사회가 붕괴되고 중앙집권이 강화됨에 따라 우세하게 되었다. 육방에 속하여 사무를 보는 사람을 아전, 이속, 혹은 구실아치라고 불렀다.